# Mecanismo de ação
Em farmacologia, a expressão mecanismo de ação refere-se a interação bioquímica específica através da qual uma droga produz um efeito farmacológico. Um mecanismo de ação usualmente inclui menção de um "alvo" molecular específico no qual a droga liga-se, tal como uma enzima ou receptor.
As enzimas possuem mecanismos de ação que possuem tratamento específico na bioquímica, nos processos biológicos e relacionados, e não é tal conceito diretamente relacionado com o que seja mecanismo de ação da farmacologia.
Por exemplo, o mecanismo de ação da aspirina envolvendo a inibição irreversível da enzima ciclooxigenase, a qual suprime a produção de prostaglandinas e tromboxanos consequentemente reduzindo a dor e inflamação.
Observe-se que qualquer substância ingerida ou administrada sob qualquer forma, possuirá um mecanismo de ação, mesmo em sua toxidade, que pode ir de uma normalmente consumida até em nossa alimentação, como o etanol (bebidas alcoólicas) até as mais venenosas, embora o termo, claramente, seja mais usado em relação a fármacos.
O conceito pode ser estendido também para qualquer organismo ou mesmo suas células.